# Quickshifter

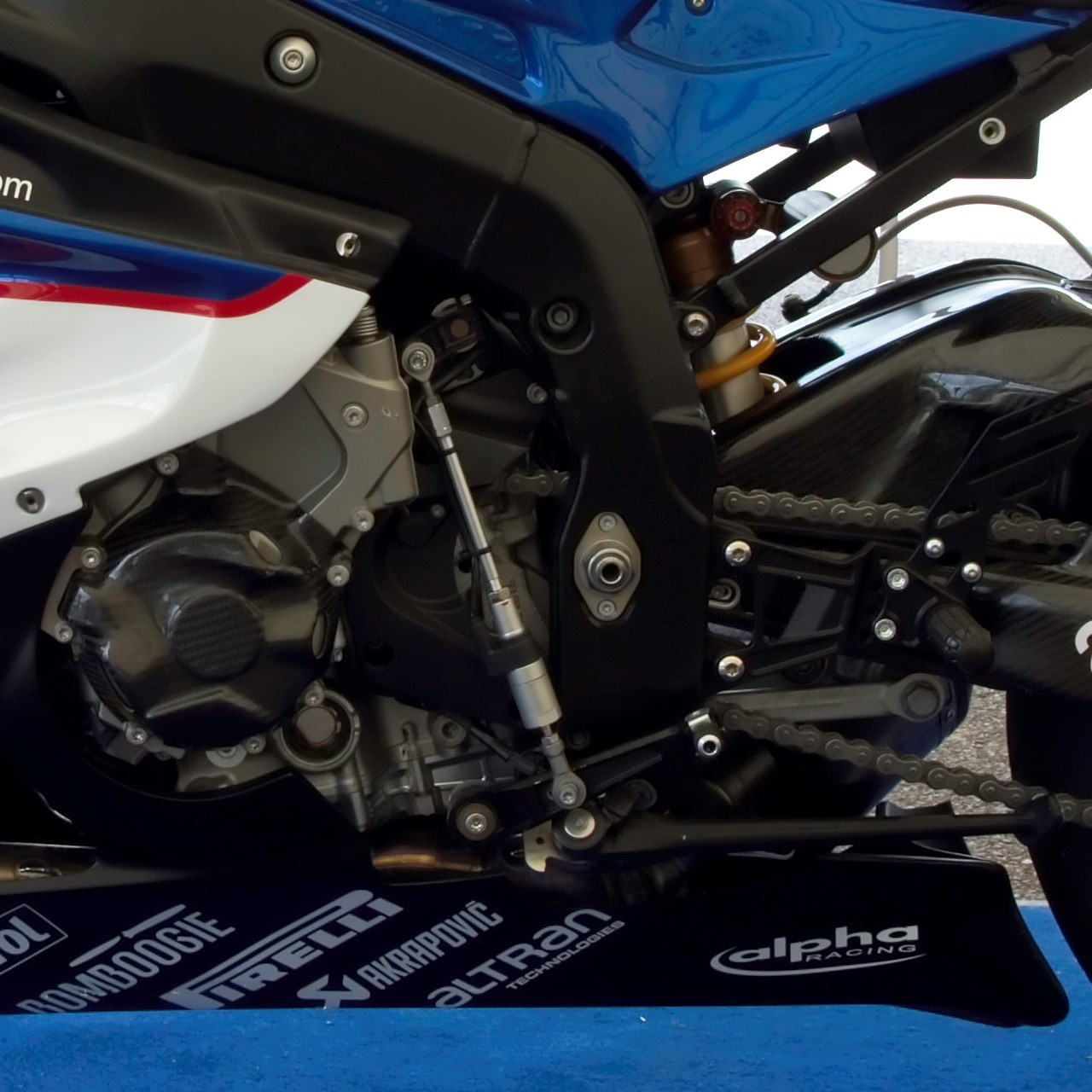
Sensor mecânico do quickshifter

O Quickshifter (ou sistema de troca rápida de marchas), é um dispositivo que permite a troca de marcha sem a utilização da embreagem, em câmbios de engate rapido, esses normalmente presentes em motocicletas. O dispositivo aprimora a troca de marchas, tornando ela mais suave e eficiente. Esses efeitos são causados pela troca de marcha mais sincronizada, diminuindo o desgaste da Caixa de câmbio e, também, diminuindo a chance de não engatar a marcha, e é mais eficiente, pois, aumenta a aceleração, diminuindo o tempo de troca de marchas, sendo equivalente a 50 milissegundos, visto que não será necessário acionar a embreagem e aliviar o acelerador no momento do câmbio de marcha. O quickshifter comum, é possível apenas aumentar as marchas.

## Como funciona
Um sistema de câmbio normal para funcionar corretamente deve-se acionar a Embraiagem no momento da troca, para desacoplar o câmbio do sistema de transmissão, e aliviar o acelerador, para que a rotação do motor diminua e as engrenagens do câmbio se acoplem mais suavemente. O quickshifter é o sistema que exclui a necessidade realizar esses procedimentos. Ao perceber que o piloto está trocando de marcha o quickshifter realiza um corte no acionamento do sistema de ignição e/ou no sistema de injeção de combustível do motor, durante alguns milissegundos, diminuindo a carga no câmbio e a rotação do motor, sendo possível trocar de marcha.

### Sensor
Atualmente, há dois tipos de sensores para quickshifter, um eletromecânico e o outro um sensor Extensômetro. Os sensores eletromecânicos funcionam como uma chave, ao pressionar o pedal há um pequeno movimento no sensor, fechando o circuito e acionando o quickshifter. O sensor Extensômetro capta torção ou vibração exercida no pedal do câmbio, e pela variação de tensão causado no sensor, aciona o sistema. 

### Microcontrolador
O dispositivo utiliza um Microcontrolador, seja ele a UCE(Unidade de comando eletrônico) da motocicleta, em quickshifters instalados de fábrica, ou um controlador externo. Com ele é possível configurar o tempo de corte de ignição do motor em milésimos de segundos, devido a alta velocidade de atualização.

### Redução de carga no câmbio
Ao realizar o corte na ignição, o motor não queima o combustível por alguns milissegundos, por tanto o motor “apaga”, como se tivesse apertado a embreagem. Com isso, não é necessário aliviar o acelerador, pois o motor não vai acelerar, e nem apertar a embreagem, pois diminuirá a força no engate das engrenagens do câmbio.

## Quickshifter Bidirecional
Com o bidirecional, é possível aumentar e diminuir as marchas do veículo. Porém, para diminuir a marcha é necessário realizar o procedimento de Punta-taco, onde o câmbio está recebendo apenas a energia de inércia do veículo, sendo ela contrária a do motor. Então, para diminuir a macha será necessário aumentar a rotação do câmbio, diminuindo a carga exercida pela inercia e sendo possível realizar a diminuição da marcha. Portanto, será necessário que o veículo possua acelerador eletrônico para que a troca seja precisa e que o piloto não realize a aceleração.